# 木山城 (肥後国)
木山城（きやまじょう）は、熊本県上益城郡益城町寺迫にあった日本の城。阿蘇氏の一族である木山氏の拠った城として知られる。

## 概要
南北朝時代の1344年（南朝：興国5年、北朝：康永3年）に木山松丸城として史料にその名が初出するが、その所在地は今日とは異なり、戦国時代に入って現在の寺迫字城の本に築城されたと推定される。比高約25メートルの丘城で、空堀跡と見られる遺構が現存する。
城主の木山氏は時代によって前木山氏（南朝方）と後木山氏（北朝方）に分けて考えられ、両者の系譜上の繋がりには不明な点がある。当初は南朝方の城として幕府軍の攻撃を受け、1381年（南朝：弘和元年、北朝：永徳元年）に今川了俊によって攻略されている。その後は代わって入部した北朝方の後木山氏が阿蘇氏の権威を背景にこの地を治めた。
1547年（天文16年）、木山惟久は赤井城を新たに築いて移り、木山城には城代を置いた。
1548年（天文17年）、菊池義武が大友氏より自立を図って争った際には、阿蘇氏・大友氏側の前線である木山城も戦場となっている。
戦国時代末期になると島津氏が南方より九州全域の制圧に乗り出し肥後の諸城を攻略。木山城と赤井城は1585年（天正13年）9月、相次いで落城した。1587年（天正15年）、豊臣秀吉の九州征伐により島津氏が去った後は、肥後南部を領有した小西行長によって支城の一つに位置づけられたが、関ヶ原の戦いによって小西氏は滅び、木山城も廃城となった。

## 城の本古墳群
1982年（昭和57年）の豪雨で城跡の北側斜面が崩れ、被葬者と副葬品を納めた箱式石棺が現れたことから、縄張りの一部に古墳時代の円墳が取り込まれていたことが判明し、「城の本古墳」と名付けられた。1992年（平成4年）より「木山城趾公園」として整備が進められたところ、2005年（平成17年）にその工事現場より再び別の石棺が出土し、「城の本2号墳」として報告された（城の本古墳群）。城跡とは直接関連しない遺構だが、両古墳から出土した遺物は益城町指定有形文化財に指定された。